# 文允中
文允中（生卒年不詳），四川成都人。元末狀元，政治人物。
初為嘉定學正。至正十一年 （1351年）經順帝親自御試策對，中式左榜狀元。授翰林國史院修撰。出任四川儒學提舉官，元末歿於兵亂。墓在延安甘泉縣太和山（清涼山）前。